# Demet Akbağ
Demet Akbağ (* 23. prosince 1959, Denizli) je turecká divadelní a filmová herečka.

## Životopis
Její otec byl novinář a fotograf Oktay İybar a studovala na istanbulské dívčí škole İstanbul Kız Lisesi a poté na Erenköy Kız Anadolu Lisesi. Svou profesionální kariéru začala nejprve v divadle na začátku 80. let, a od roku 1987 v televizi. Ve stejném roce byla vybrána jako televizní hvězda roku tureckou novinářskou asociací. Demet byla oceněna řadou dalších cen. Také spolupracovala s BKM Actors. Byla dvakrát vdaná a má syna.

## Filmografie
- Winter Sleep (Kış Uykusu)
- Eyvah Eyvah 3 - jako Firuzan
- Eyvah Eyvah-Eyvah Eyvah 2 - jako Firuzan
- O Çocukları - jako Mehtap
- Les Affaires organisées - jako Nuran Ocak
- Neredesin Firuze - jako Firuze
- Vizontele - jako Serisi-Sıti Ana
- Viziontele Tuuba - jako Serisi-Sıti Ana
- Tersine Dünya
- Davacı
- Kurtuluş Son Durak - jako Vartanuş
- Hükümet Kadın - jako Xate
- Hükümet Kadın 2 - jako Xate